# جوزفين كونيغ
جوزفين كونيغ (بالفرنسية: Laure Koenig)‏ (18 أبريل 1975 - ) هي لاعبة كرة طائرة فرنسا.

## وصلات خارجية
- جوزفين كونيغ على موقع عالم الكرة الطائرة (الإنجليزية)